# ジャパンアクションアワード
ジャパンアクションアワード（JAPAN ACTION AWARDS）は、日本国内での、映画・テレビドラマのアクション作品、俳優、スタッフを対象とした賞である。映画・テレビを問わずその年度に公開された日本のアクション作品の中から、一般投票と審査員によって、スタントマン、アクションシーン、アクション男優 / 女優、アクション作品、アクション監督・コーディネーター各部門で数組の優秀賞が選出され、授賞式においてそれぞれ最優秀賞が発表される。第3回では各最優秀賞は選出せず全部門合わせてのMVPが一つだけ選ばれた。
一般投票は、第1、2回は無条件に受け付けていたが、第3回からはアクション部会が選出した各賞のエントリーの中から投票する形となった。
第1回ジャパンアクションアワード授賞式は里見浩太朗が最高顧問を務めた。
第3回の授賞式ではスタントマンが次から次へと階段を転げ落ちる「階段落ち」（『蒲田行進曲』のスタント）のパフォーマンスが話題となった。
第1回から日本俳優連合のアクション部会が主催していたが、2021年より新団体「一般社団法人ジャパンアクションギルド」の主催となる。

## 結果

### 第1回
授賞式：2013年4月19日 / 新宿フェイス
- ベストスタントマン賞

最優秀賞：富田稔
優秀賞：日野由佳、佐久間一禎、高岩成二、大内貴仁
- ベストスタント賞

最優秀賞：「るろうに剣心」（神谷道場襲撃・剣心VS刃衛ラストシーン）
優秀賞：「のぼうの城」（集団火だるまのシーン）、「愛と誠」（ガム子宙吊りシーン）、「ラッキーセブン」（第一話地下ファイトシーン）
- ベストアクション男優

最優秀賞：佐藤健（「るろうに剣心」）
優秀賞：妻夫木聡（「愛と誠」）、石垣佑磨（「宇宙刑事ギャバン THE MOVIE」「特命戦隊ゴーバスターズ」）、倉田保昭、窪田正孝（「ガチバン」）
- ベストアクション女優

最優秀賞：武田梨奈（「デッド寿司」）
優秀賞：原幹恵（「仮面ライダーフォーゼ THE MOVIE みんなで宇宙キターッ!」「仮面ライダー×仮面ライダー ウィザード&フォーゼ MOVIE大戦アルティメイタム」）、大島由加里、肘井美佳（「牙狼〈GARO〉 〜MAKAISENKI〜」）、川崎亜沙美（「猿飛三世」）
- ベストアクションコーディネーター

最優秀賞：谷垣健治（「るろうに剣心」「猿飛三世」）
優秀賞：辻井啓伺（「のぼうの城」）、下村勇二（「ラッキーセブン」）、諸鍛冶裕太（「エイトレンジャー」）、坂本浩一（「仮面ライダーフォーゼ THE MOVIE みんなで宇宙キターッ!」「仮面ライダー×仮面ライダー ウィザード&フォーゼ MOVIE大戦アルティメイタム」）
- 特別アクション功労賞 - 倉田保昭、品田冬樹、金田治、佛田洋、大島由加里

### 第2回
授賞式：2014年3月28日 / 四谷区民ホール
- ベストスタントマン賞

最優秀賞：野呂真治（「藁の楯」）
優秀賞：遊木康剛（キリンのどごし生CM、「アルカナ」「図書館戦争」「プラチナデータ」）、関田安明（「貞子3D2」「R100」「ATARU」）、後藤健（「貞子3D2」「脳男」）、伊藤慎（「牙狼〈GARO〉 〜闇を照らす者〜」、「ガッチャマン」）
- ベストアクションシーン賞

最優秀賞：「許されざる者」（釜田十兵衛VS20人のシーン）
優秀賞：「藁の楯」（トラックがパトカーを蹴散らして爆破するシーン）、「脳男」（爆破で踊り場から飛び出すシーン）、「牙狼〈GARO〉 〜闇を照らす者〜」（第23話コンテナ埠頭でのラストバトル）、「HK 変態仮面」（大金玉男とのアクションシーン）、「安堂ロイド〜A.I. knows LOVE?〜」（第1話ラストのアクションシーン）
- ベストアクション男優賞

最優秀賞：渡辺謙（「許されざる者」）
優秀賞：虎牙光揮（「BUSHIDOMAN」）、鈴木亮平（「HK 変態仮面」）、小西遼生（「牙狼〈GARO〉 〜蒼哭ノ魔竜〜 -GARO SOUKOKU NO MARYU-」）、Kaito（「アルカナ」）
- ベストアクション女優賞

最優秀賞：水野美紀（「BUSHIDOMAN」）
優秀賞：瀧本美織（「妻は、くノ一」）、長澤奈央（「トラベラーズ 次元警察」）、松嶋菜々子（「藁の楯」）、松山メアリ（「牙狼外伝 桃幻の笛」）
- ベストアクション作品賞

最優秀賞：「藁の楯」
優秀賞：「図書館戦争」、「BUSHIDOMAN」、「コドモ警察」、「HK 変態仮面」
- ベストアクション監督・コーディネーター賞

最優秀賞：辻井啓伺（「許されざる者」「「藁の楯」「アルカナ」他）
優秀賞：下村勇二（「プラチナデータ」「図書館戦争」「安堂ロイド」他）、横山誠（「牙狼〈GARO〉 〜闇を照らす者〜」他）、田渕景也（「コドモ警察」他）、髙橋伸稔（「妻は、くノ一」他）
- 特別アクション功労賞

東映剣会

### 第3回
授賞式：2015年3月20日 / 四谷区民ホール
- ベストアクションシーン賞

「るろうに剣心 伝説の最期編」（志々雄VS.4人からの剣心VS.志々雄）、「TOKYO TRIBE」（ラストのアクション）、「東京難民」（リンチシーン）、「キカイダー REBOOT」（ファイナルバトル）、「イン・ザ・ヒーロー」（ラストの立ち回り）
- ベストスタントマン賞

佐久間一禎、富田稔、荒川真、佐藤健司、日野由佳
- ベストアクション監督賞

谷垣健治（「るろうに剣心 京都大火編 / 伝説の最期編」）、浅井星光（「KIDS=ZERO キッズ＝ゼロ」）、匠馬敏郎（「TOKYO TRIBE」「魔女の宅急便」）、横山誠（「牙狼〈GARO〉 -魔戒ノ花-」 第7話「神話」）、森聖二（「暴力水滸伝」）
- ベストアクション作品賞

「るろうに剣心 京都大火編 / 伝説の最期編」（MVP）、「TOKYO TRIBE」、「KIDS=ZERO キッズ＝ゼロ」、「太秦ライムライト」、「牙狼〈GARO〉 -魔戒ノ花-」
- ベストアクション女優賞

武井咲（「るろうに剣心 京都大火編 / 伝説の最期編」）、秋元才加（「牙狼〈GARO〉 -魔戒ノ花-」）、清野菜名（「TOKYO TRIBE」）、土屋太鳳（「るろうに剣心 京都大火編 / 伝説の最期編」）、山本千尋（「太秦ライムライト」）
- ベストアクション男優賞

佐藤健（「るろうに剣心 京都大火編 / 伝説の最期編」）、中野魁星（「KIDS=ZERO キッズ＝ゼロ」）、鈴木亮平（「TOKYO TRIBE」）、石垣佑磨（「疾風・虹丸組」）、唐沢寿明（「イン・ザ・ヒーロー」）
- 特別功労賞

新堀和男

### 第4回
授賞式：2016年4月28日 / 新宿ロフトプラスワン ※イベント「春のアクションまつり」内で発表
- ベストアクションシーン賞

最優秀賞：「HiGH&LOW〜THE STORY OF S.W.O.R.D.〜」（Episode 6「RUDE BOYS」）
優秀賞：「極道大戦争」（ラスタチ 市原隼人VSカエルくん（三元雅芸））、「牙狼〈GARO〉-GOLD STORM- 翔」（テレビシリーズ第12話 流牙VSジンガ）
- ベストスタントマン賞

最優秀賞：田中大登（「牙狼〈GARO〉-GOLD STORM- 翔」、TV映画全般）
優秀賞：荒川真（「進撃の巨人」）、佐久間一禎（「HiGH&LOW〜THE STORY OF S.W.O.R.D.〜」「進撃の巨人」）
- ベストアクション監督賞

最優秀賞：大内貴仁（「HiGH&LOW〜THE STORY OF S.W.O.R.D.〜」）
優秀賞：園村健介（「東京無国籍少女」）、田渕景也（「進撃の巨人」）
- ベストアクション作品賞

最優秀賞：「HiGH&LOW〜THE STORY OF S.W.O.R.D.〜」
優秀賞：「図書館戦争」（「ブック・オブ・メモリーズ」「THE LAST MISSION」）、「牙狼〈GARO〉-GOLD STORM- 翔」
- ベストアクション女優賞

最優秀賞：清野菜名（「東京無国籍少女」）
優秀賞：武田梨奈、安藤サクラ（「百円の恋」）
- ベストアクション男優賞

最優秀賞：三元雅芸（「忍者狩り」「虎影」「極道大戦争」）
優秀賞：市原隼人（「極道大戦争」）、栗山航（「牙狼〈GARO〉-GOLD STORM- 翔」）
- 特別功労賞

林邦史朗、タカハシレーシング 髙橋勝大

### 第5回
授賞式：2017年3月18日 / LOFT9 Shibuya
- ベストアクション作品賞

最優秀賞：「アイアムアヒーロー」
優秀賞：「仮面ライダーアマゾンズ」、「昭和最強高校伝　國士参上！！」
- ベストアクションシーン賞

最優秀賞：「昭和最強高校伝　國士参上！！」（ヤッチンVS李のタイマン勝負）
優秀賞：「HENTAIKAMEN アブノーマルクライシス」（大金の部下バトル　体育館にて）、「ナイトヒーロー NAOTO」（最終話　アクションシーン）
- ベストスタントマン賞

最優秀賞：瀬木一将（「さらば　あぶない刑事」）
優秀賞：藤井祐伍（JAE）（「仮面ライダーアマゾンズ」）、大島遥（「精霊の守り人」）
- ベストアクション監督賞

最優秀賞：下村勇二（「アイアムアヒーロー」）
優秀賞：田渕景也（「仮面ライダーアマゾンズ」「カラテキル」「HENTAIKAMENアブノーマルクライシス」）、吉田浩之（「ミュージアム」「彼岸島」「マジすか学園」）
- ベストアクション男優賞

最優秀賞：山口祥行（「覇王 凶血の系譜1」）
優秀賞：ディーン・フジオカ（「IQ246〜華麗なる事件簿〜」）、小栗旬（「ミュージアム」「信長協奏曲」）
- ベストアクション女優賞

最優秀賞：綾瀬はるか（「精霊の守り人」）
優秀賞：宮原華音（「仮面ライダーアマゾンズ」）、西内まりや（「CUTIE HONEY-TEARS」）
- 特別功労賞

舘ひろし（「さらば あぶない刑事」）

### 第6回
授賞式：2018年3月17日 / LOFT9 Shibuya
- ベストアクション作品賞

最優秀賞：「関ヶ原」
優秀賞：「CRISIS 公安機動捜査隊特捜班」、「無限の住人」
- ベストアクションシーン賞

最優秀賞：「HiGH&LOW THE MOVIE 2 / END OF SKY」（カースタントでの格闘）
優秀賞：「CRISIS 公安機動捜査隊特捜班」（ロングショットワンカットアクション）、「仮面ライダーアマゾンズ シーズン2」（カラスアマゾンVS仮面ライダーアマゾンネオ）
- ベストスタントマン賞

最優秀賞：帯金伸行（「たたら侍」「精霊の守り人」）
優秀賞：関田安明（「探偵はBARにいる」）、大島遥（「精霊の守り人」）、岡本正仁（「精霊の守り人」）
- ベストアクション監督賞

最優秀賞：大内貴仁（「HiGH&LOW THE MOVIE 2 / END OF SKY」）
優秀賞：舟山弘一（「精霊の守人 悲しき破壊神」）、田中信彦（「CRISIS 公安機動捜査隊特捜班」）
- ベストアクション男優賞

最優秀賞：佐藤健（「亜人」）
優秀賞：綾野剛（「武曲 MUKOKU」「新宿スワン II」「亜人」）、小栗旬（「CRISIS 公安機動捜査隊特捜班」「銀魂」）
- ベストアクション女優賞

最優秀賞：綾瀬はるか（「精霊の守り人」）
優秀賞：戸田恵梨香（「無限の住人」）、杉咲花（「無限の住人」）

### 第7回
授賞式：2019年4月6日 / 四谷区民ホール
- ベストアクション作品賞

最優秀賞：「精霊の守り人 最終章」
優秀賞：「銀魂2」、「斬、」、「散り椿」、「今日から俺は!!」
- ベストスタントマン賞

最優秀賞：岡本正仁（「忍べ右左衛門」）
優秀賞：荒川真・矢島一憲（「マンハント」）、藤井祐伍・高岩成二（「仮面ライダーアマゾンズ THE MOVIE 最後ノ審判」）、栗田政明（「BLEACH 死神代行篇」、「いぬやしき」）、HAYATE（「銀魂2」）、大島遥（「精霊の守り人 最終章」）、竹内康博（「快盗戦隊ルパンレンジャーVS警察戦隊パトレンジャー」）、岩上弘数（「仮面ライダーアマゾンズTHE MOVIE 最後ノ審判」）
- ベストアクション監督賞

最優秀賞：舟山弘一（「精霊の守り人 最終章」）
優秀賞：園村健介（「マンハント」）、田渕景也（「銀魂2」、「今日から俺は!!」）、横山誠（牙狼＜GARO＞神ノ牙－KAMINOKIBA－）、吉田浩之（孤狼の血、ギャングース）
- ベストアクション男優

最優秀賞：岡田准一（「散り椿」）
優秀賞：池松壮亮（「斬、」）、吉川晃司（「精霊の守り人 最終章」、（「都庁爆破!」）、福士蒼汰（「BLEACH」、「曇天に笑う」）
- ベストアクション女優

最優秀賞：清野菜名（「今日から俺は!!」）
優秀賞：綾瀬はるか（「精霊の守り人 最終章」）、杉咲花（「BLEACH」）、橋本環奈（「今日から俺は!!」、「銀魂2」）、本田翼（「絶対零度～未然犯罪潜入捜査～」）
- 功労賞

宇仁貫三、日下秀昭、鈴木美潮